# Salomé van Grunsven
Salomé van Grunsven (* 10. Februar 1996 in Ravenstein, Provinz Noord-Brabant) ist eine niederländische Schauspielerin und Drehbuchautorin.

## Leben
Van Grunsven wurde am 10. Februar 1996 im niederländischen Städtchen Ravenstein geboren. Sie debütierte 2016 in eine der Hauptrollen im Horrorkurzfilm Vaccin, der unter anderen am 8. April 2016 auf dem Go Short International Short Film Festival Nijmegen und am 31. August 2016 auf dem Corto Creativo Short Film Festival in Mexiko gezeigt wurde. 2018 verkörperte sie mit der Rolle der Femke eine von mehreren jungen Erwachsenen, die im Handlungsmittelpunkt des Films Wir – Der Sommer, als wir unsere Röcke hoben und die Welt gegen die Wand fuhr stehen. Der Film polarisierte durch die Darstellung von Sexszenen, an denen auch van Grunsven beteiligt war. Im selben Jahr wirkte sie als Schauspielerin und Drehbuchautorin am Kurzfilm Alive mit. 2019 spielte sie die Rolle der Miriam in der Filmproduktion The Earth of Mankind und wirkte außerdem in der weiblichen Hauptrolle der Liv im Kurzfilm Moonrise Carcosa mit, der am 29. September 2019 seine Filmpremiere auf dem Niederländischen Filmfestival feierte. 2021 verfasste sie das Drehbuch zum Kurzfilm Curry uit Varanasi. Sie verfasste das Drehbuch für den Kurzfilm Doodgewoon, der seine Free-TV-Premiere am 23. November 2024 in den Niederlanden feierte.

## Filmografie (Auswahl)

### Schauspiel
- 2016: Vaccin (Kurzfilm)
- 2018: Wir – Der Sommer, als wir unsere Röcke hoben und die Welt gegen die Wand fuhr (Wij)
- 2018: Alive (Kurzfilm)
- 2019: The Earth of Mankind (Bumi Manusia)
- 2019: Moonrise Carcosa (Kurzfilm)

### Drehbuch
- 2018: Alive (Kurzfilm)
- 2021: Curry uit Varanasi (Kurzfilm)
- 2024: Doodgewoon (Kurzfilm)